# Blahodatne, Djankoi
Blahodatne (în ucraineană Благодатне) este un sat în comuna Svitle din raionul Djankoi, Republica Autonomă Crimeea, Ucraina.

## Demografie
Componența lingvistică a localității Blahodatne
     Rusă (65,61%)
     Ucraineană (16,93%)
     Tătară crimeeană (14,29%)
     Belarusă (1,59%)
Conform recensământului din 2001, majoritatea populației localității Blahodatne era vorbitoare de rusă (65,61%), existând în minoritate și vorbitori de ucraineană (16,93%), tătară crimeeană (14,29%) și belarusă (1,59%).